# Spredte Træk fra Livet paa Grønland
Spredte Træk fra Livet paa Grønland er klippet sammen af danske dokumentariske stumfilmsoptagelser fra 1938.

## Handling
Kvas bæres hjem, affald brændes og gamle koner ryger shagpibe. Yngre kvinder bearbejder et edderfugleskind ved at tygge det. En mand er i færd med at bygge en kajak. Grønlandske børn lærer at sejle kajak som helt små. Øvede kajakroerer viser deres kunnen. Afstemning i Sydgrønland med kvinder i festdragt. Der spilles op til dans på harmonika, der danses polka. En lille dreng med en hundehvalp i armene. Julianehåb: middag i et moderne, velstående hjem med klaver. Der strikkes og læses under tranlampens skær. Nogle af optagelserne er fra Jette Bangs film Inuit.